# Рестон (Вірджинія)
Рестон (англ. Reston) — переписна місцевість (CDP) в США, в окрузі Ферфакс штату Вірджинія. Населення — 63 226 осіб (2020).

## Географія
Рестон розташований за координатами 38°56′54″ пн. ш. 77°20′32″ зх. д. / 38.94833° пн. ш. 77.34222° зх. д. (38.948449, -77.342215).  За даними Бюро перепису населення США в 2010 році переписна місцевість мала площу 40,56 км², з яких 39,70 км² — суходіл та 0,85 км² — водойми.
Місто Рестон розташоване на північному сході штату Вірджинія, в західній частині округу Ферфакс. Рестон є так званим плановим містом, із суворою плановою забудовою та високими вимогами, що висуваються до зовнішнього вигляду будівель. Спеціальне міське управління, «Design Review Board», займається розглядом питань з будь-яких проблем будівництва або перебудови вже наявних будинків — аж до затвердження використовуваної фарби та її виробників.
У Рестоні розташовані правління таких корпорацій (входять в 500 найбільших компаній світу, Fortune Global 500), як Sprint Nextel та Sallie Mae, а також штаб-квартира американської організації з охорони диких тварин National Wildlife Federation. Поблизу міста розташований Вашингтонський аеропорт імені Даллеса (Washington Dulles International Airport) — міжнародний аеропорт столиці США.

## Демографія
Згідно з переписом 2010 року, у переписній місцевості мешкали 58 404 особи в 25 522 домогосподарствах у складі 14 809 родин. Густота населення становила 1440 осіб/км².  Було 26787 помешкань (660/км²).
Расовий склад населення:
| - 70,1 % — білих - 10,9 % — азіатів - 9,7 % — чорних або афроамериканців - 0,3 % — корінних американців - 4,8 % — осіб інших рас |

До двох чи більше рас належало 4,1 %. Частка іспаномовних становила 12,8 % від усіх жителів.
За віковим діапазоном населення розподілялося таким чином: 20,9 % — особи молодші 18 років, 67,8 % — особи у віці 18—64 років, 11,3 % — особи у віці 65 років та старші. Медіана віку мешканця становила 38,2 року. На 100 осіб жіночої статі у переписній місцевості припадало 93,4 чоловіків;  на 100 жінок у віці від 18 років та старших — 91,4 чоловіків також старших 18 років.
Середній дохід на одне домашнє господарство  становив 139 548 доларів США (медіана — 110 401), а середній дохід на одну сім'ю — 160 796 доларів (медіана — 131 264). Медіана доходів становила 93 869 доларів для чоловіків та 67 494 долари для жінок. За межею бідності перебувало 7,3 % осіб, у тому числі 10,4 % дітей у віці до 18 років та 6,6 % осіб у віці 65 років та старших.
Цивільне працевлаштоване населення становило 35 063 особи. Основні галузі зайнятості: науковці, спеціалісти, менеджери — 31,7 %, освіта, охорона здоров'я та соціальна допомога — 17,2 %, публічна адміністрація — 9,6 %, мистецтво, розваги та відпочинок — 7,9 %.

## Історія
Місто Рестон було сплановане великим торговцем нерухомістю Робертом Е.Саймоном, засноване до його 50-річчя 17 квітня 1964 і назване за його ініціалами (Robert E.Simon). Рестон є першим сучасним плановим містом в США, втіленням в життя масового планового будівництва по «концепції Саймона», коли зводяться на малій площі великі житлові комплекси з високою щільністю населення з тим, щоб зберегти значні відкриті території, які потім можна використовувати в індустріальних, культурних чи спортивних цілях. Завдяки втіленню такого плану, Рестон з різних боків оточений лісистими просторами з струмками, що створюють прекрасні умови для відпочинку містян.